# Polittico di San Domenico di Cortona
Il Polittico di San Domenico di Cortona è un dipinto a tempera e fondo oro su tavola (52x132 cm) del Sassetta, databile al 1434 circa e conservato nel Museo Diocesano di Cortona. L'opera proviene dalla chiesa di San Domenico locale. 

## Descrizione e stile
Il dipinto è diviso in tre scomparti, con quelli laterali a loro volta divisi idealmente da due archetti che inquadrano un santo ciascuno. Al centro si trova una Madonna dell'Umiltà, una Madonna col Bambino cioè seduta su un cuscino, assistita da due angeli. Ai lati si trovano i santi Nicola, Michele, Giovanni Battista e Margherita da Cortona. Sulle cuspidi si trovano tre tondi: ai lati, di dimensioni maggiori, un Angelo annunciante e una Vergine annunciata, al centro l'Agnus Dei. 
Il pittore, sebbene interessato a una certa profondità spaziale derivata dall'esempio dei grandi maestri senesi del Trecento (come Pietro Lorenzetti), come è soprattutto visibile nel pannello centrale col pavimento a riquadri e gli angeli disposti lungo una diagonale, nel complesso tralascia di unificare i pavimenti dei vari scomparti, con la linea d'orizzonte a diverse altezze. Le figure di Sassetta, come tipico, sono estremamente eleganti e raffinate, dalle proporzioni allungate e ricche di dettagli preziosi, come nello straordinario piviale di Nicola di Bari o come nella complessa armatura di Michele arcangelo che oggi rivela la preparazione rossa, mentre anticamente doveva essere interamente ricoperta da lustri aurei e argentei. Nel manto della Vergine si incontrano le pieghe composte a falcata ampia, tipiche dello stile gotico internazionale, che a Siena ebbe un lungo periodo di successo. Maria e il bambino sono circondati da raggi ottenuti con una particolare lavorazione dell'oro, che ispirarono probabilmente anche Beato Angelico, in opere immediatamente successive come l'Incoronazione della Vergine o la Madonna col Bambino.